# Čuk (priimek)
Čuk je 143. najbolj pogost priimek
v Sloveniji, ki ga je po podatkih Statističnega urada Republike Slovenije na dan 31. decembra 2007 uporabljalo 1.083 oseb, na dan 1. januarja 2010 pa se je število nosilcev tega prrimka zmanjšalao na 1.077 oseb in je med vsemi priimki po pogostosti uporabe uvrščen na 148. mesto.

## Znani nosilci priimka
- Albert Čuk (1930—1993), izseljenski podjetnik, gospodarstvenik in narodni delavec
- Alenka Čuk (1964—2023), zgodovinarka, muzealka
- Alfonz Čuk (1912—1975), duhovnik, publicist in pisatelj
- Angela Čuk (*1961), bibliotekarka in veterinarka
- Avguštin Čuk (1898—1962), profesor in urednik
- Emil Čuk (*1938), pisatelj
- Irena Čuk (*1964), kiparka, restavratorka
- Janez Čuk (1933—1964), igralec
- Jasna Čuk Rupnik, pediatrinja, zdravstvena delavka
- Jožko Čuk (*1952), ekonomist, menedžer in državni svetnik
- Jure Čuk, sinolog
- Marko Čuk (*1959), prevajalec in urednik
- Miran Čuk (*1933), psiholog športa, statistik, univ. prof.
- Marij Čuk (*1952), književnik (pesnik, pisatelj, dramatik), gledališki režiser, urednik in kritik
- Metka Čuk, lektorica, prevajalka
- Pia Čuk, teniška igralka
- Rado Čuk, dipl. teolog in ekonomist, kulturni delavec, glasbenik, zborovodja
- Silvester Čuk (*1940), duhovnik, prevajalec in urednik
- Tadeja Čuk (*1965), oblikovalka tekstilij, oblačil in interierjev
- Vesna Čuk, medicinska sestra, predavateljica